# Niedyszyna
Niedyszyna – wieś w środkowej Polsce położona w województwie łódzkim, w powiecie bełchatowskim, w gminie Bełchatów.
W Niedyszynie od 1928 funkcjonuje jednostka OSP. W latach 1975–1998 miejscowość administracyjnie należała do województwa piotrkowskiego.